# Затока Райдуги
Затока Райдуги (лат. Sinus Iridum) — морська ділянка на Місяці, на північному заході Моря Дощів. Лежить у кратері діаметром близько 260 км; оточена залишками його валу — горами Юра. Це найвидовищніша місячна затока і цікавий об'єкт для аматорських спостережень.

## Назва
Сучасну назву Затоки Райдуги запропонував Джованні Річчолі 1651 року. В 1935 році її затвердив Міжнародний астрономічний союз. Дослівно Sinus Iridum означає «Затока Райдуг».
В давнину ця затока мала й інші назви. 1645 року Міхаель ван Лангрен назвав її Геометричною Затокою (лат. Sinus Geometricus), а 1647 року Ян Гевелій — Затокою Аполлона (Sinus Appollinis). Ця назва пов'язана з тим, що сусідній мис (ймовірно, мис Лапласа) Гевелій згідно зі своєю практикою давати місячним об'єктам імена земних назвав мисом Аполлона (Promontorium Apollinis) — давньою назвою марокканського миса Трес-Форкас.

## Опис
Затока Райдуги заповнює кратер, що лежить на краю басейну Моря Дощів. Діаметр валу цього кратера — близько 260 км, а ширина самої затоки приблизно на 10 км менша. На південному сході вона зливається з Морем Дощів, а з інших боків її оточує гірський хребет Юра — залишок валу згаданого кратера. Кінці цього хребта, виступаючи в море, утворюють мис Лапласа (на північному сході) та мис Геракліда (на південному заході). Кінець мису Геракліда дещо схожий на голову, що дивиться на мис Лапласа. Це відмітив Джованні Доменіко Кассіні 1679 року, і з того часу цей об'єкт називають «жіночою головою» або «місячною дівчиною». Найкраще ця схожість виявляється на світанку.
Материкові височини навколо Затоки Райдуги значною мірою складені викидами її кратера та басейну Моря Дощів. Багато тамтешніх кратерів розміром у кілька кілометрів, ймовірно, є вторинними кратерами згаданого кратера.
Поверхня затоки лежить на 2,5–3,0 км нижче за місячний рівень відліку висот. Її висота зменшується з віддаленням від Моря Дощів і сягає мінімуму на північному заході затоки — біля кратера Б'янкіні. Найвища точка Юрських гір вища за цю ділянку на 4 км, а вал сусіднього кратера Шарп іще дещо вищий. Рельєф самої затоки рівнинний: там трапляються лише невеликі кратери та борозни, невисокі гряди, а біля країв — маленькі не залиті лавою височини.
Товщину лавового покриву затоки оцінюють у 0,5 км (виходячи з теоретичної глибини її кратера, порахованої за його діаметром). Різні ділянки затоки вкриті лавою різного складу: в напрямку до межі з морем суттєво збільшується вміст титану та заліза. Такий склад характерний для відносно молодих лавових потоків.
Прибережні частини затоки дають слабку негативну гравітаційну аномалію, а поблизу її межі з морем починається велика позитивна — маскон цього моря.

### Деталі поверхні
Найбільші кратери затоки — 8-кілометровий Лаплас A (на межі з Морем Дощів), 4-кілометровий Гераклід E та такий же Б'янкіні G (всередині затоки). Інших найменованих кратерів там станом на 2019 рік нема. В морі на схід від затоки лежить пара 20-кілометрових кратерів Гелікон та Левер'є, примітних своїми викидами: у першого вони сховані під морською лавою, а у другого лежать поверх неї, бо він утворився пізніше. У горах Юра є 3 кратери діаметром близько 40 км — Шарп, Б'янкіні та Мопертюї. Біля кратера Б'янкіні вал затоки дещо вдається в неї. Можливо, це обвал, спричинений появою цього кратера.

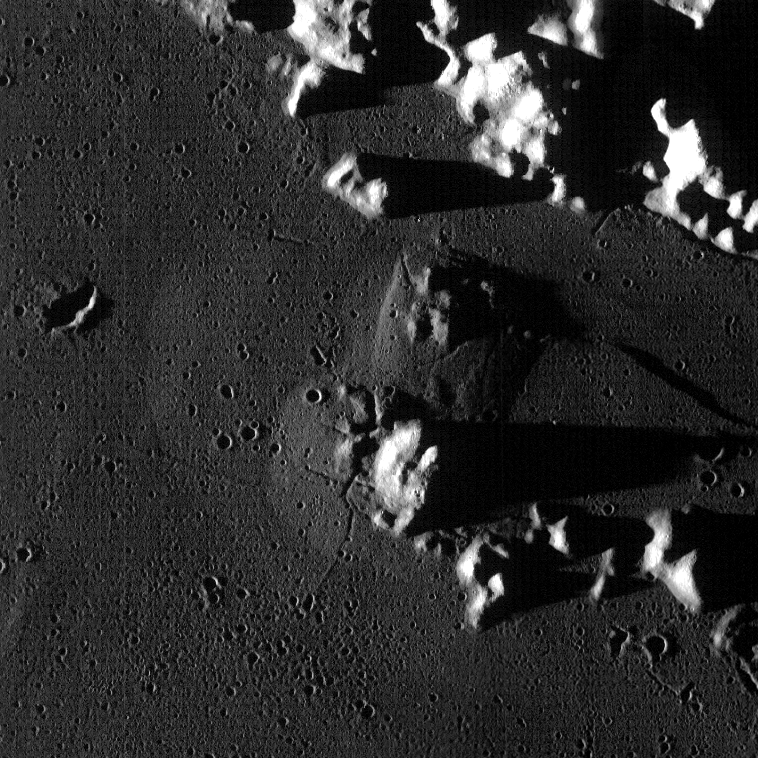
Куполоподібні пагорби в Затоці Райдуги. Вгорі — гори Юра. Висота Сонця — 2°.

Затоку Райдуги та прилеглу частину Моря Дощів перетинають кілька безіменних гряд, що тягнуться з північного сходу на південний захід. Найбільші з них ідуть вздовж межі затоки з морем і є частиною його внутрішнього кільця гряд; довжина однієї з них становить близько 200 км, а висота — 200 м. Під Юрськими горами трапляються вузькі звивисті борозни довжиною до 70 км, шириною до 0,5 км і глибиною до 10 м. З північного заходу на південний схід затокою тягнеться світлий промінь викидів якогось кратера, всіяний дрібними вторинними кратерами.
На північному сході затоки є дві куполоподібні височини. Вони стоять на опуклому «підніжжі», межують одна з одною та з дрібними «острівцями» і перетяті розломами. Їх ширина становить близько 10 км, а висота — близько 100 м. Вони можуть бути щитовими вулканами або результатом інтрузії магми під поверхню.

## Геологічна історія
Кратер, у якому лежить Затока Райдуги, з'явився на краю більш древнього басейну Моря Дощів. Згодом їх неодноразово заливала базальтова лава. В затоці є кілька ділянок, вкритих лавою дещо різного віку та складу, але межі, кількість та вік цих ділянок у різних дослідженнях різні.
Оцінки віку кратера Затоки Райдуги та її лавового покриву базуються на підрахунку кратерів, що встигли тим накопичитися за час їх існування. Вік самого кратера оцінюють у 3,7–3,8 млрд років; у такому разі він молодший за басейн Моря Дощів не більше ніж на 0,2 млрд років. Для віку лавового покриву затоки та прилеглої частини моря є різні оцінки. Згідно з однією з них, він варіює у межах 3,0±0,1—3,4±0,1 млрд років і зменшується в напрямку на південний захід. Інше дослідження дало результат 2,2±0,5–3,3±0,2 млрд років із тенденцією до зменшення на південний схід (у бік моря). За іншими роботами, вік цих ділянок лежить в інтервалі 2,5±0,3—3,3±0,1 або 3,17—3,74 млрд років, а наймолодші лавові потоки так само розташовані біля моря. Таким чином, на поверхні затоки лежить лава пізньоімбрійського та ератосфенівського віку.
Після застигання лавового покриву затоки окремі потоки ще рідкої лави прорізали в ньому звивисті борозни. Потім цей покрив під дією власної ваги дещо деформувався з утворенням гряд. Свій внесок у вигляд затоки робили і магматизм, що створив куполи на півночі затоки, і метеоритне бомбардування, що створило численні дрібні кратери.

## Приземлення космічних апаратів
- 17 листопада 1970 року біля Затоки Райдуги, на південний захід від мису Геракліда (38°14′15″ пн. ш. 35°00′06″ зх. д. / 38.2376° пн. ш. 35.0016° зх. д.) м'яко приземлилася станція «Луна-17», що доправила туди перший у світі планетохід — «Луноход-1»[26].
- 14 грудня 2013 року на схід від Затоки Райдуги, в точці 44°07′17″ пн. ш. 19°30′42″ зх. д. / 44.1214° пн. ш. 19.5116° зх. д. сіла станція «Чан'е-3», доправивши туди місяцехід «Юйту»[27]. Спочатку посадка планувалася в саму затоку;[28] вона є одним із головним кандидатів для дослідження й наступними китайськими апаратами[17].